# Shoah (film)
(Simone de Beauvoir)
Shoah è un documentario realizzato da Claude Lanzmann sullo sterminio degli ebrei da parte dei nazisti durante la seconda guerra mondiale.

## Storia
Claude Lanzmann inizia a lavorare al film Shoah nel corso dell'estate 1974; la realizzazione della pellicola lo occupa a tempo pieno per undici anni. Il risultato è un film-fiume di nove ore e mezzo di durata. La pellicola è girata in Polonia nei luoghi dove fu realizzato il genocidio nazista all'interno dei campi di sterminio. Claude Lanzmann intervista sopravvissuti (compresi i membri del Sonderkommando), ex SS e gente del luogo. Il risultato è un'opera di grande importanza storica e di enorme impatto emotivo.
Originariamente il film doveva chiamarsi Il luogo e la parola ma quando il regista scoprì il termine di origine ebraica "shoah", un'espressione a quell'epoca intraducibile in qualsiasi altra lingua, decise che sarebbe stato l'unico titolo adeguato. L'obiettivo dell'autore, infatti, confermato da lui stesso in un'intervista contenuta nell'antologia di Stuart Liebman (2007), è fare in modo che il film non offra alcun tipo di rassicurazione allo spettatore; al contrario Lanzmann fa di tutto affinché venga ostacolata la comprensione e l'immedesimazione. La modalità di intervista messa in atto dal regista nel documentario si muove proprio in questa direzione: da un lato le domande poste agli interlocutori non vogliono ottenere risposte derivanti da una rielaborazione presente del passato condotta dagli attori, quanto piuttosto una messa in scena del dolore provato al momento degli orrori subiti; dall'altro la decodifica del messaggio testimoniale viene complicata dalla durata di enunciazione che supera di gran lunga i limiti dell'accettabilità. La traduzione dell'interprete non è simultanea, perciò lo spettatore deve prima ascoltare le risposte in lingua fino alla fine per poi ottenere la traduzione. Questi fondamentali aspetti del documentario insieme con la lentezza dei movimenti di macchina e la drammaticità delle reazioni degli attori/testimoni fanno di Shoah un lavoro molto complesso.
Nel film compare un ampio intervento dello storico americano Raul Hilberg, uno dei massimi esperti della storiografia dell'Olocausto.
Sin dalla sua uscita nelle sale, nel 1985, Shoah viene considerato un'opera fondamentale, sia dal punto di vista storico che cinematografico. Il film ha avuto ripercussioni che non accennano a decrescere: è stato oggetto di migliaia di recensioni, studi, libri e seminari nelle università di tutto il mondo. La pellicola ha ottenuto le più alte onorificenze ed è stata premiata a numerosi festival.

## Distribuzione italiana
L'edizione in lingua italiana del film fu mandata in onda nel luglio 1987 per quattro notti consecutive su Rai 3, alle 3 del mattino: la scelta di doppiare la pellicola non fu tuttavia gradita dal regista, che avrebbe preferito il mantenimento del sonoro originale, tradotto mediante sottotitoli. La tv di Stato italiana ripropose la pellicola il 27 gennaio 2003 su Raisat Cinema.
Per quanto concerne l'home video, nel 2007 la casa editrice Einaudi ha pubblicato per il mercato italiano il documentario in DVD (in versione originale e doppiata in italiano), accompagnato da un libro che ne raccoglie tutti i sottotitoli e i dialoghi.
In occasione del Giorno della memoria del 2010, il film è stato ri-distribuito da 01 Distribution in un cofanetto di quattro DVD. Un anno dopo il medesimo cofanetto, arricchito da un contributo di Moni Ovadia, è stato venduto in edicola in abbinamento alle edizioni del giorno del quotidiano la Repubblica e del settimanale L'Espresso.

## Riconoscimenti
- 1985 - Los Angeles Film Critics Association
  - Premio speciale al regista Claude Lanzmann
- 1985 - National Society of Film Critics
  - Miglior documentario
- 1986 - Festival internazionale del cinema di Berlino
  - Premio Caligari
  - Premio della FIPRESCI
  - Menzione d'onore
- 1986 - Boston Society of Film Critics
  - Miglior documentario
- 1986 - Premio César
  - Premio César onorario
- 1986 - International Documentary Association
  - Miglior documentario
- 1986 - International Film Festival Rotterdam
  - Miglior documentario
- 1987 - Kansas City Film Critics Circle
  - Miglior documentario
- 1987 - British Academy of Film and Television Arts
  - Miglior documentario